# Dhërmi

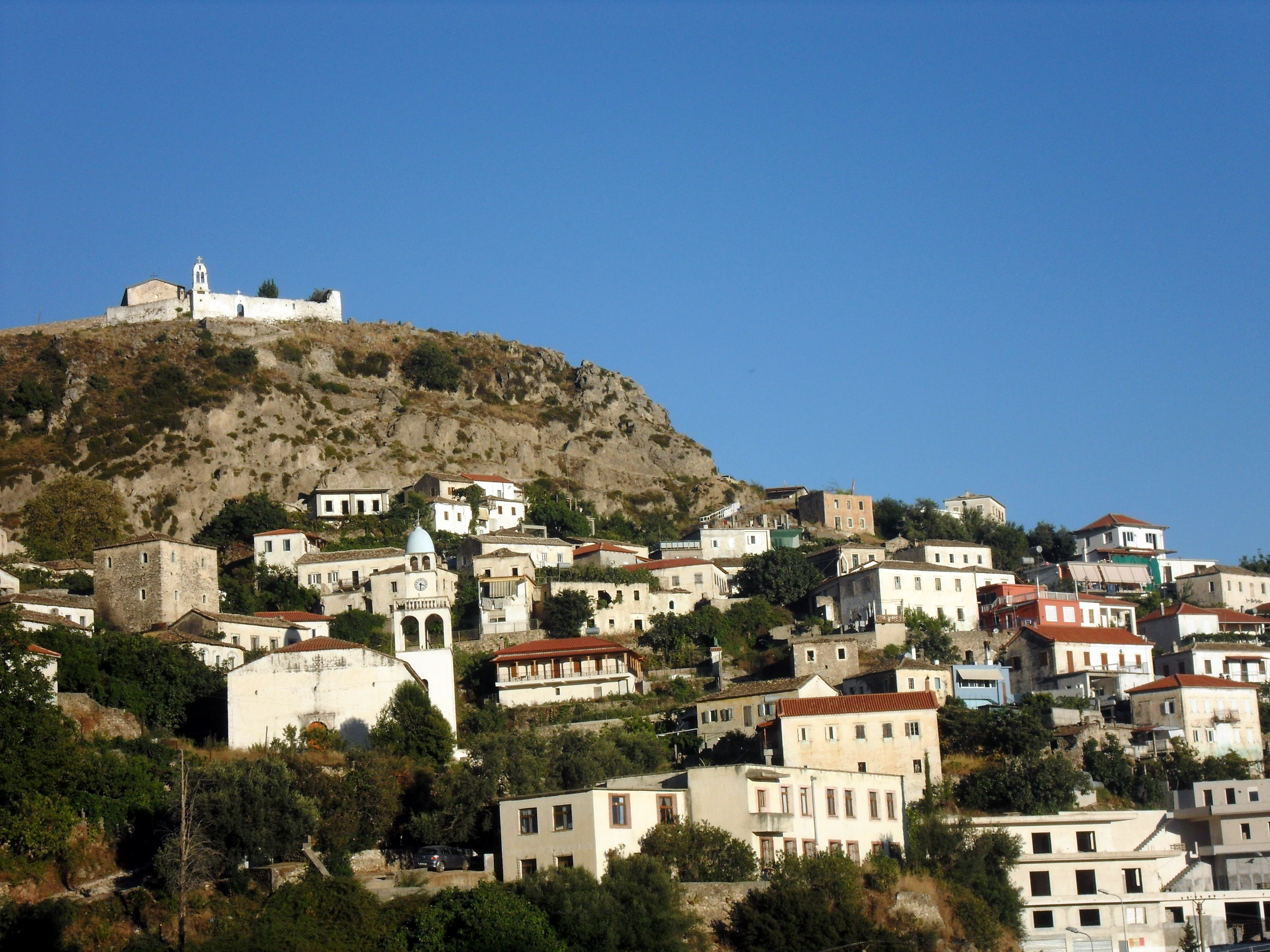
Vy över Dhërmi.

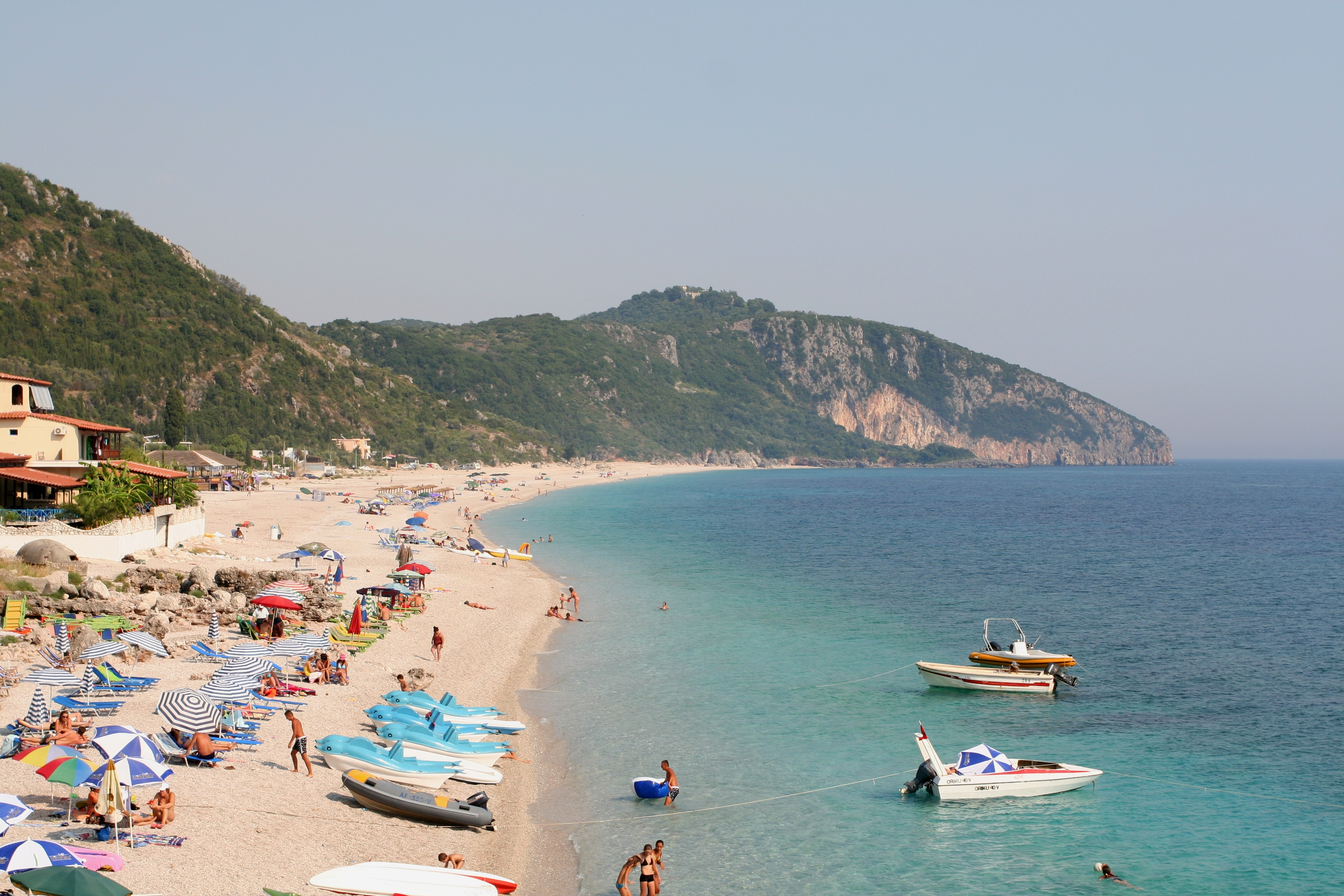
Strand i Dhërmi

Dhërmi (albanska: Dhërmi med böjningsformen Dhërmiu) är en stad i distriktet Vlora i Albanien, belägen vid en djup vik av Joniska havet. Piraternas grotta i Dhërmi är en naturlig grotta som blev känd genom en bok författad av Petro Marko och en film med samma titel. Man kan se grottan från såväl hav som land.